# Нумизматический фонд Музея истории Азербайджана
Нумизматический фонд Музея истории Азербайджана насчитывает более 100 тысяч монет, найденных на территории современного Азербайджана и относящихся к различным периодам истории. Основная часть монет коллекции отчеканена на территории Азербайджанской Республики. Среди них имеются монеты, относящиеся к государствам Ширваншахов, Саджидов, Саларидов, Шаддадидов, Ильдегизидов, Кара-Коюнлу, Ак-Коюнлу, Сефевидов, ханствам.
Также в фонде хранятся монеты, относящиеся как к античным государствам (городам Древней Греции, Риму, Византийской империи, Селевкидам, Парфии, Бактрии), так и восточным империям (Сасанидам, Арабскому халифату, Сельджукидам, Ильханидам, Османской империи, Афшаридам, Бабуридам и др.). Помимо этого коллекция включает монеты из Западной Европы, России, Индии, Китая и пр.

## История фонда
Нумизматический отдел в музее был создан в составе Государственного музея Азербайджанской ССР в 1920 году и первоначально состоял из 103 монет. С этого периода начинается учёт и изучение найденных на территории Азербайджана монет.
Так, в 1919 году в Баку приехал коллекционер-нумизмат Евгений Пахомов, поступивший на работу и создавший в Музэкскурсе (ныне — Музей истории Азербайджана) Нумизматический кабинет. Позднее кабинет был преобразован в фонд, которым 35 лет заведовал Пахомов, постоянно уделявший внимание монетным находкам на территории Азербайджана и прилегающих к нему регионов. В результате исследований Пахомова им была опубликована серия публикаций из девяти выпусков под названием «Монетные клады Азербайджана и других республик, краев, областей Кавказа».
Первая коллекция кабинета состояла из 103 греческих, римских, восточных и других монет, приобретённых у Н. М. Егорова. Эта коллекция позднее пополнилась ещё 23 монетами, купленными у других коллекционеров. Значительную же часть коллекции составил нумизматический материал бывшего музея «Истиглал», куда входило 283 экземпляра различных монет. За 1938 год нумизматическая коллекция музея выросла до 2407 монет, в основном пополнившись сасанидскими монетами, обнаруженными и переданными в музей колхозниками из селения Алты-Агач.
В 1968 году директором отдела нумизматики и эпиграфики музея был назначен ученик Пахомова, Али Раджабли, являющийся автором монографии «Нумизматика Азербайджана», написанной на основе нумизматического материала из Нумизматического фонда Музея истории Азербайджана, и более 70 статей.
К 1975 году собрание старинных монет музея составляло уже около 85 тысяч экземпляров. Нумизматический фонд Музея истории Азербайджана был одной из богатейших в стране коллекций восточных монет.
Нумизматический фонд Музея истории Азербайджана продолжал пополняться новыми монетами, среди которых были ценные и редкие.

## Коллекция

### Античные монеты
|                                                                                 |  |
| Серебряная тетрадрахма царя Бактрии Евтидема (слева) и царя Вифинии Никомеда II |  |

В 1958 году на месте античного городища Хыныслы, в 2 км от города Шемахы был обнаружен клад монет, на месте находки которого удалось собрать свыше 200 монет, которые вскоре были доставлены в Музей истории Азербайджана. Клад был изучен Пахомовым и по составленному им описанию содержал тетрадрахмы царя Фракии Лисимаха, города Афин, царей Вифинии Никомеда II и Никомеда III, селевкидских царей Антиоха IV, Деметрия I, Александра I, Антиоха VII, Александра II, Антиоха VIII, Селевка VI, Антиоха Х, Филиппа I, царя Понта Митридата VI, драхмы Аршакидов Парфии Фраата I, Митридата II, Артабана II, Санатрука, Фраата III, денарий Римской республики 82 г. до н. э. и местные подражания монетам Александра Македонского, Селевкидов и Аршакидов.
В 1966 году близ городища Кабала, столицы Кавказской Албании, членами Габалинской археологической экспедиции Института истории АН Азербайджана также был найден, идентифицирован и опубликован клад античных монет, состоящий из 593 образцов. Кроме уже встречавшихся на территории Азербайджана монет Македонии, Фракии, Селевкии и Парфии, в этом кладе имелись тетрадрахмы царей Бактрии Диадота и Евкратида, а также местные подражания драхмам Александра Македонского и тетрадрахмам монета Селевкидов.

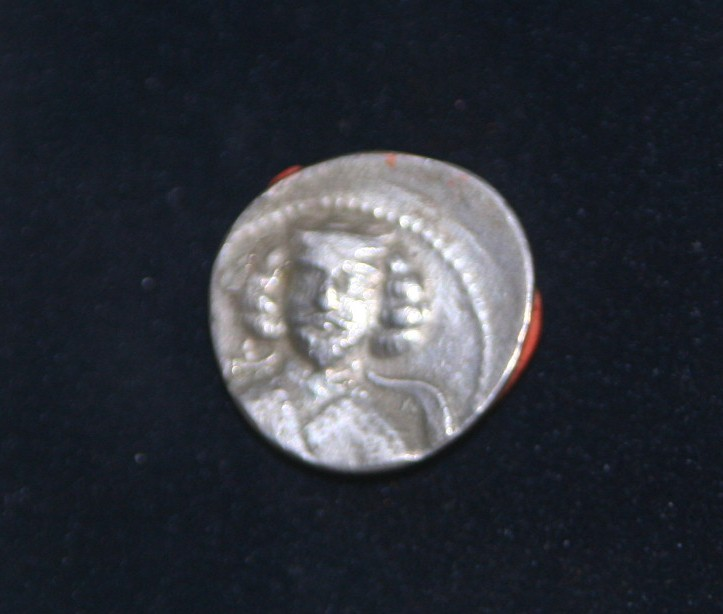
Серебряная драхма Дария Атропатены из Хараба-Гиляна

В 1972 году близ селения Нюйди Ахсуйского района был обнаружен клад серебряных монет античного периода. Клад, состоящий из 36 монет, был обнаружен в женской могиле в Нюйдинском памятнике. На монетах изображены: схематическая человеческая голова с одной стороны, с другой же стороны — человек, держащий в одной руке посох или копьё, а в другой — птицу (иногда козла). Надписей на монетах нет. Будучи местными албанскими, монеты были отчеканены в подражание монетам Александра Македонского. Подобные анонимные монеты обнаруживались и в других областях Азербайджана, таких как Хыныслы, Габале и Ялойлутепе)
Также среди экспонатов музея имеется серебряная драхма царя Атропатены Дария I.

#### Монеты Александра Македонского и Селевкидов
Первые монеты на территорию современного Азербайджана, согласно находкам, попали после того, как регион вошел в состав империи Александра
Македонского. Его монеты являются самыми ранними монетами, найденными в Азербайджане.
|                                                                      |  |
| Серебряная тетрадрахма Александра Македонского (слева) и Антиоха VII |  |

Самая первая зарегистрированная находка монет Александра Македонского на территории нынешнего Азербайджана имела место в 1897 году, когда в кладе близ села Гюлистан в Карабахе была обнаружена серебряная тетрадрахма Александра. Хотя клад сам и был утерян, сама монета была приобретена Музеем истории Азербайджана. Для музея была куплена ещё одна монета Александра, обнаруженная в найденном в 1925 году в Барде (к востоку от мечети Имам-заде) кладе. Также близ Барды в 1929 году был обнаружен клад македонских и селевкидских тетрадрахм, из которых в этом же году в музей поступила одна тетрадрахма Александра Македонского, а также тетрадрахмы селевкидских царей Антиоха IV, Антиоха V, Деметрия I и Антиоха VII. Селевкидские монеты стали попадать на эту территорию со II века до н. э., но около начала нашей эры они перестают попадаться, и в обращении остаются, в основном, аршакидские драхмы с примесью римских денариев, особенно Августа.
Монеты Александра Македонского находили и позднее: в 1933 году — в составе клада, обнаруженного в Ордубадском районе, в 1964 году — в Зангеланском, в 1966 году — в Куткашенском. Из кладов, в которых были обнаружены монеты Александра, есть и относящийся к концу II — началу I вв. до н. э. Это самый поздний из обнаруженных кладов с монетами Александра, датируемый по младшей монете.
Пахомов отмечает, что маловероятно, чтобы обнаруженные монеты Александра попали на данную территорию ещё при жизни последнего. Это объясняется тем, что монеты Александра были настолько популярны, что были в обращении и чеканились довольно длительное время после смерти завоевателя.

#### Римские монеты
Во второй половине I века до н. э. на территорию Кавказской Албании проникают римские монеты, самые ранние из которых также датированы I веком до н. э.. Главным образом это серебряные денарии, за исключением найденных в Газахе археологом Мамедали Гусейновым золотых ауреусов Рима.
Основное место среди римских монет занимают серебряные монеты императорского периода. В  районах современного Азербайджана (село Суарасы района Шуша ,село Гарабаглар Нахичеванской Автономной Республики , село Тазакенд района Бейлаган),  и в городе Барда  были обнаружены многочисленные клады серебряных денариев Августа с изображением его приемных внуков Гая и Луция. Денарий Плаутиллы, жены Каракаллы (III век н. э), является наиболее поздней зарегистрированной находкой римских монет в Азербайджане. Она была обнаружена 2 апреля 1947 года директором музея С.М.Казиевым при обследовании погребения на городище Калакенд, к северу от Мингечаура, вместе с серебряным римским денарием Антонина Пия.

#### Албанские монеты-подражания
Наибольшее количество монет-подражаний Кавказской Албании, по сравнению с другими обнаруженными кладами, было обнаружено в Хыныслинском и Кабалинском кладах. Ещё до обнаружения вышеупомянутых кладов подобные монеты находили в зоне раскопок Ялойлутепинской культуры. Клад же из погребения близ села Нюйди полностью состоит из 36 монет-подражаний.
На некоторых подобных монетах изображён Александр Македонский, на других — Зевс. Так, например, клад из Кабалы, зарытый в 20-е годы II века до н. э., содержал более 500 монет албанской чеканки — подражаний монетам Александра. В составе данного клада было также три подражания тетрадрахмам Селевкидов с попыткой передать греческую надпись (на одной изображён Аполлон). Исследовав лицевые и оборотные стороны этих монет, С. Дадашева пришла к выводу, что моделью для них служили тетрадрахмы Антиоха IV.
Появление на территории Албании парфянских монет, привело к вытеснению местных подражаний парфянской драхмой. Это явление было связано также с тем, что парфянские монеты, начиная с 140 года до н. э., содержали всё меньше серебра.

Албанские монеты-подражания, выставленные в экспозиции Музея истории Азербайджана
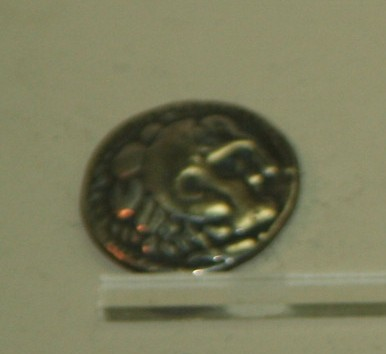
Подражание серебряной тетрадрахме Александра Македонского. II век до н. э.
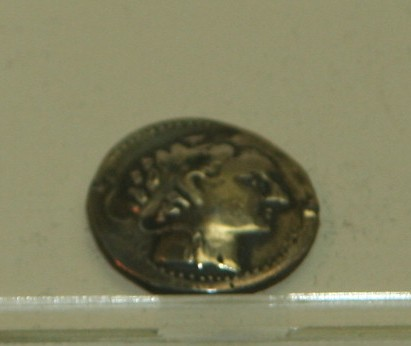
Подражание серебряной тетрадрахме
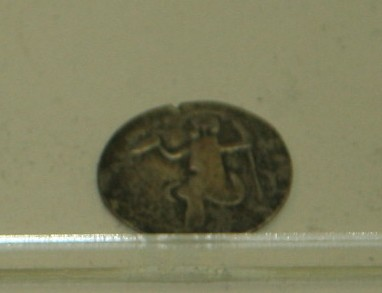
Подражание серебряной драхме с изображением сидящего Зевса со скипетром в одной руке и птицей (возможно орлом) в другой
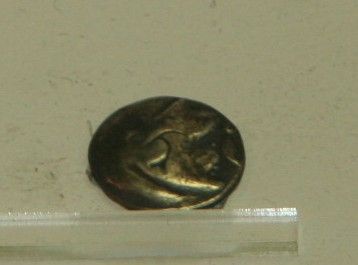
Подражание серебряной драхме Александра Македонского в более грубой имитации. I век до н. э.

#### Парфянские монеты
Парфянские монеты представлены практически только серебряными драхмами. Они появляются на территории современного Азербайджана со II века до н. э. в связи с вхождением Атропатены в состав Парфии и усилением сферы влияния Аршакидов на Албанию. Парфянские монеты встречаются как в виде кладов, так и отдельными экземплярами.
|                                                            |  |
| Серебряная тетрадрахма Митридата II (слева) и Артабана III |  |

Так, один из поступивших в Музей истории Азербайджана крупных кладов парфянских монет был обнаружен в 1960 году в селе Херсоновка Али-Байрамлинского района. В ней были обнаружены драхмы Артабана III, Готарза II, Вологеза I, Артабана IV, Митридата IV и Вологеза III. Также в Муганской степи в 1970 году был обнаружен клад, из которого удалось спасти две драхмы Артабана III. В музей поступили также найденная в 1948 году из кувшинного погребения в Мингечауре Г. И. Ионе драхма Фраата IV и обнаруженная в 1944 году в развалинах крепости Кабалы экспедицией С. М. Казиева драхма Готарза. Найденные в 1974 году близ села Чухурюрд Шемахинского района две серебряные парфянские драхмы I века до н. э. впоследствии также поступили в музей. В 1924 же году в музей поступила найденная в 1910 году в развалинах города Бердаа (к югу от Евлаха) драхма Фраата IV.
Очень часто встречались на территории Азербайджана драхмы Митридата II. Так, например, 10 % монет Хыныслинского клада — именно его монеты (около 30 экземпляров). Широко распространены и монеты Артабана III, что объясняется его особой популярностью в Атропатене и в соседней Албании, а также сравнительно продолжительным сроком его правления. Среди монет Артабана III даже имеются и монеты, относящиеся вплоть до начала III века. Парфянские монеты постепенно вытеснили местные монеты-подражания, которые перестали чеканиться к началу нашей эры. Драхмы Парфии господствовали в Албании даже несмотря на распространение с Запада римского серебра.

### Средневековые монеты

#### Монеты Сасанидов
На территории Азербайджана найдено большое количество сасанидских монет. Так, только в XX веке здесь было обнаружено более 100 кладов разного размера, если не считать единичных экземпляров. К примеру, в 1924 году в музей поступила монета Хосрова II, найденная в 1910 году на развалинах крепости Орен-Кала (ныне — Бейлаганский район), а в 1948 году небольшая сасанидская монета была обнаружена сотрудницей музея Осиповой в ходе обследования остатков древних построек близ Мингечаура. В 1934 году же в музей из районов Баку поступило два клада (с 83 и 86 экземплярами) серебряных монет Сасанидов, среди которых были монеты Хосрова I (самая ранняя из первого клада — его и датирована 542 годом), Ормизда VI, Хосрова II, Ардашира III, Ормизда IV, Кавада I (самая ранняя из второго клада, 490 года).
Временной диапазон почти всех найденных здесь сасанидских монет — V—VII вв. Исключение составляет клад конца III века, найденный в 1963 году в селе Чухур-Габала (главным образом он состоит из монет Бахрама II).
Большая распространённость сасанидских монет на данной территории объясняется усилением к концу V — начала VI вв. влияния Сасанидов на Кавказе, включая военно-административные меры Нарсе и Шапура II по укреплению северных границ страны и внутригосударственные реформы (налоговая, административная, финансовая) Хосрова I Ануширвана, что способствовало успешному развитию городской жизни, ремёсел и товарного производства. В этой связи на территории Кавказской Албании увеличивалось количество монетных дворов.
Первым локальным монетным двором на территории современного Азербайджана был монетный двор города Нахичевань, начавший работать во время Хосрова I, с 533 года, и находившийся в пределах Персидской Армении. Здесь чеканили монеты Ормизда IV, Хосрова II, Ардашира III, Борандохта, Азармедохта, Ормизда V, Хосрова V, Йездегерда III. В 639 году, на седьмом году правления последнего Сасанида Йездегерда III чекан монет здесь прекращается. Другим монетным двором являлся город Барда. Монеты Сасанидов имели хождение в регионе и через 100—150 лет после падения империи и встречались в составе кладов вместе с монетами Арабского халифата.

Сасанидские монеты, выставленные в экспозиции Музея истории Азербайджана
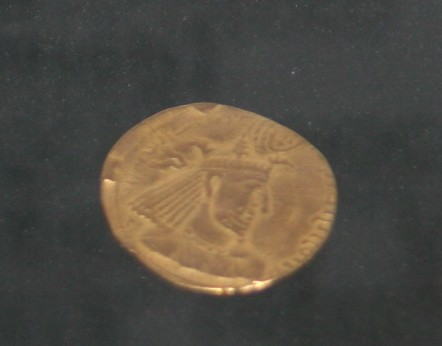
Золотой динар Нарсе
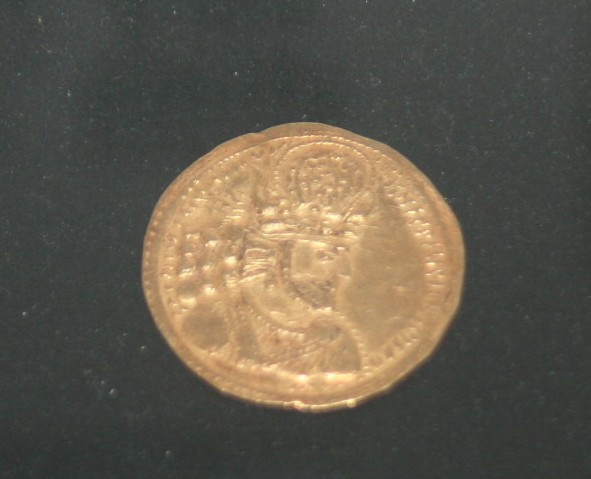
Золотой динар Ормизда II
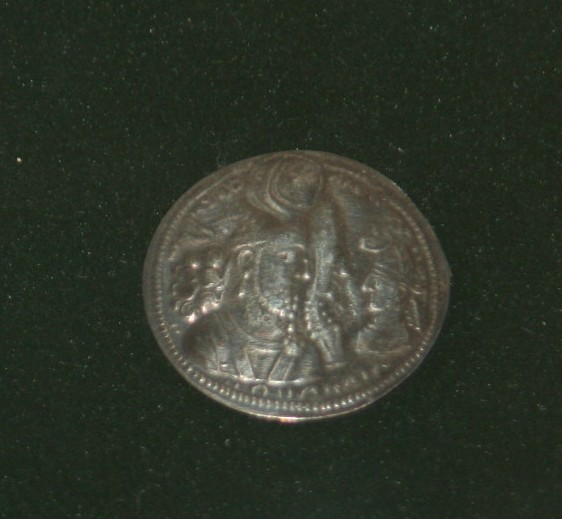
Серебряный дирхам Бахрама II
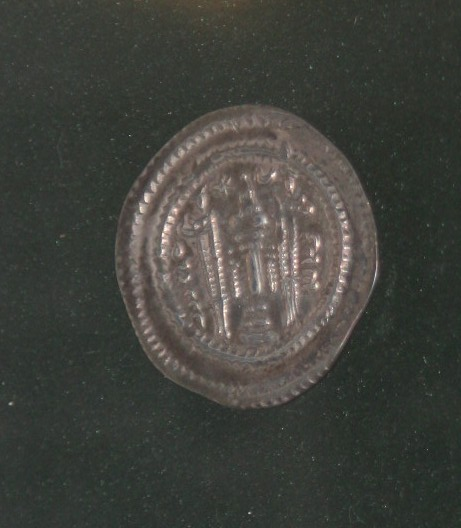
Серебряный дирхам Кавада I, отчеканенный в Гиляне
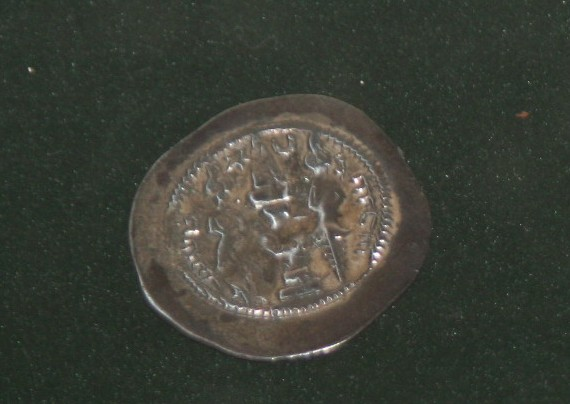
Серебряный дирхам Хосрова I, отчеканенный в Байлакане
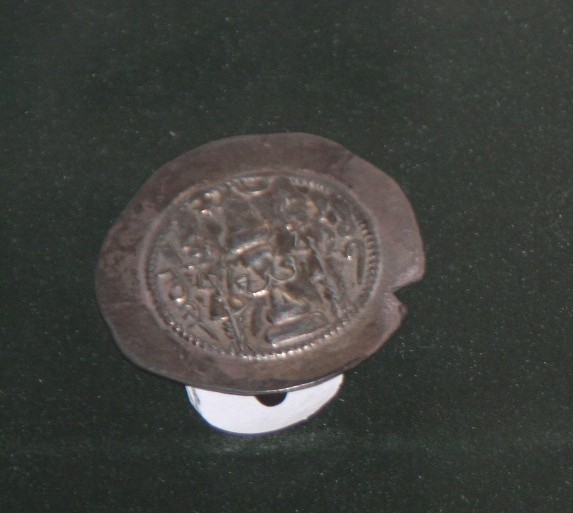
Серебряный дирхам Хосрова I, отчеканенный в Барде
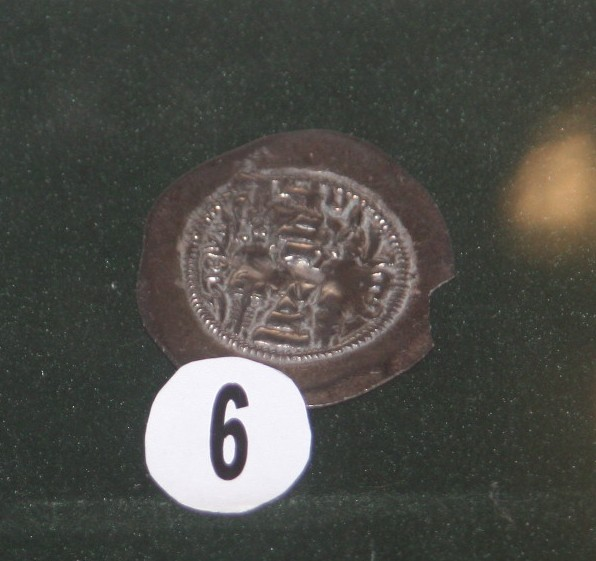
Серебряный дирхам Хосрова I, отчеканенный в Нахичевани
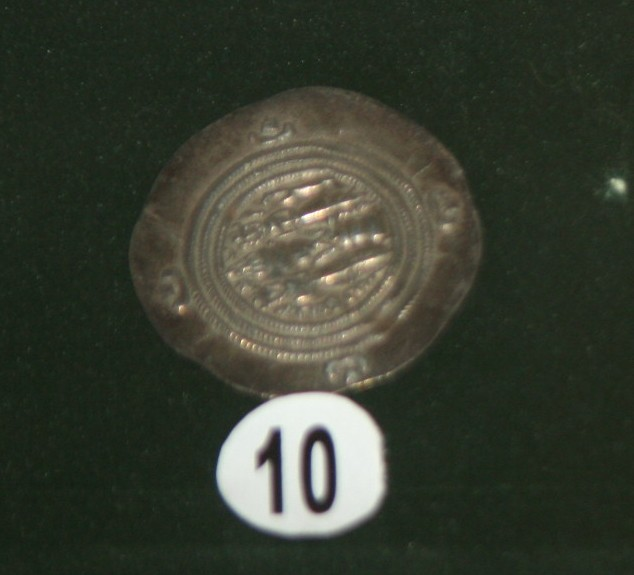
Серебряный дирхам Хосрова II, отчеканенный в Зарандже

#### Византийские монеты
Первыми византийскими монетами, проникавшими на территорию современного Азербайджана, были золотые солиды Константина I Великого. Они встречаются здесь единичными экземплярами и попадаются главным образом в западных и юго-западных районах страны. Однако, по мере нарастания соперничества между Персией и Византией за контроль над приграничными районами, приток византийских монет в регион то набирал силу, то вовсе останавливался. В последний раз византийские монеты проникают сюда в крупном масштабе в первой половине VII века, при императоре Ираклии I. Это было связано с враждой между Византией и империей Сасанидов. Чеканились монеты Ираклия в Константинополе с 615 года в более крупном, по сравнению с монетами Сасанидов, размере (около 6,5 г). Помимо экономических целей распространение монет Византии с изображением на оборотной стороне креста преследовало на Востоке и религиозные цели, конкурируя с сасанидской драхмой, на которой был изображён аташдан — символ зороастризма.
На территории Азербайджана было обнаружено несколько кладов с сасанидскими драхмами и византийскими гексаграммами[уточнить], что свидетельствует о столкновении интересов Ирана и Византии в регионе. Так, в 1965 году в Кедабекском районе был найден один из подобных кладов, 32 монеты из 40 которого принадлежали Сасанидам, а остальные были гексаграммами[уточнить] византийских императоров Ираклия I и Ираклия Константина (4 экземпляра) и Константина II (3 экземпляра).
В связи с усилением на Переднем Востоке власти арабов обращение византийских монет на территории Азербайджана было на некоторое время прекращено. Тем не менее, вследствие экономического развития Византийской империи с X века и серебряного кризиса на Востоке в этот период проникновение византийских монет сюда со временем усиливается. На территорию современного Азербайджана эти отчеканенные в течение XI—XII вв. золотые вогнутые монеты византийских императоров попадали через Малую Азию и владения Сельджукидов, которые не препятствовали торговому обороту византийских монет. В 1925 году в Музей истории Азербайджана поступило пять подобных золотых византийских вогнутых монет Константина XIII Дуке, найденных в старинной христианской могиле в Лачине. В 1927 году близ села Вери Зувандского района был найден и доставлен в музей клад золотых монет XI века, принадлежавших Михаилу VII Дуке и Никифору III Вотаниату.

Византийские монеты, выставленные в экспозиции Музея истории Азербайджана
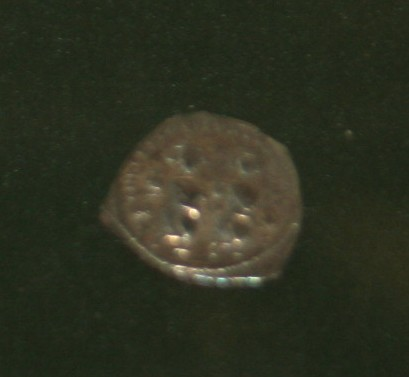
Серебряная гексаграмма Ираклия I
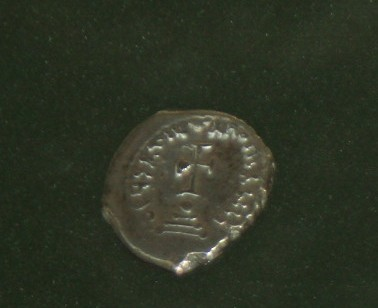
Серебряная гексаграмма Константина II с изображением креста
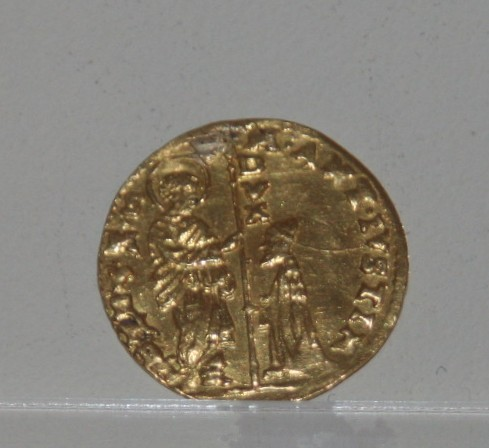
Золотой византийский дукат XV века

#### Монеты Арабского халифата
После вхождения территории современного Азербайджана в состав Арабского халифата и его укрепления в регионе здесь начинает распространяться чекан монет новой империи. Изначально монетные дворы учреждались в городах, где ещё при Сасанидах имелись дворы (например, в Барде). Впоследствии монетные дворы появились в таких городах, как ал-Йазидиййе, Байлакан, Гянджа, ал-Мутаваккилиййе. Однако, в отличие от предыдущих эпох, на монетах, которые чеканились в начальный период правления халифата, отмечались не названия городов, а названия областей, где эти дворы были расположены (к примеру, Арран, Азербайджан, Арминиййа). При Омейядах, когда почти весь Южный Кавказ входил в состав области Арминийа, главной резиденцией арабских наместников в этой области был город Барда, где и был расположен главный монетный двор. При Аббасидах, во второй половине VIII века, на монетах, отчеканенных в Барде, уже появляется название города. До этого же на монетах обозначалось как название города, так и области. Здесь монеты чеканились ещё при халифах X века: ал-Муктадире, ар-Ради и ал-Муттаки. Монеты же с названием Аррана чеканились в основном в Байлакане (самая ранняя монета из музея монетного двора этой области датирована 707 годом). В ал-Йазидиййе же чеканились только медные фелсы.
Если при Омейядах монеты чеканились в основном без упоминания имён халифов и их наместников, то на аббасидских монетах уже имелись имена халифов, наследников, наместников областей и прочие надписи. Так, например, в одном из обнаруженных в Барде кладов была найдена 51 монета, представляющие собой фелсы, отчеканенные в ал-Бабе, ал-Йазидиййе и Арране от имени арабских наместников — сыновей Йазида ибн Усайда — Асада, Мухаммада, Халида и его брата Ахмеда. Так, к примеру, в нумизматическом фонде музея хранится медный фелс Барды 759 года, отчеканенный от имени Йазида ибн Усайда, а последний фелс Барды, битый от имени этого наместника, отчеканен в 779 году. Сохранившаяся же в музее последняя монета Халида ибн Йазида датирована 832 годом.
В Музее истории Азербайджана хранится найденный в 1910 году клад аббасидских монет II века хиджры. В 1929 году в музей поступил найденный в окрестностях Гянджи клад серебряных дирхемов, отчеканенных при Омейядах и Аббасидах, среди которых были и монеты, отчеканенные в Арране, Арминийе, а также в таких городах, как Басра, Мерв, Хамадан, Герат и др.. В 1934 году в музей из города Карягино поступил клад, состоявший из 93 серебряных монет, среди которых были омейядские дирхемы, отчеканенные в Истахре, Африкии, Джее и аббасидские дирхемы, отчеканенные в Арминийи, Басре, ар-Рее, Мединет ас-саламе и ал-Куфе.

Монеты Омейядов, выставленные в экспозиции Музея истории Азербайджана
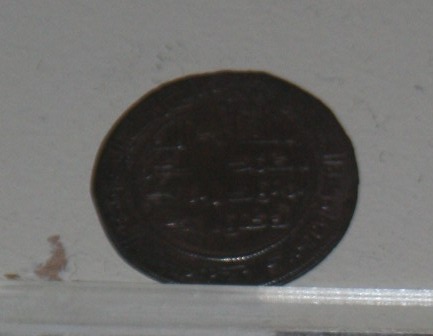
Серебряный дирхам Омейядов, отчеканенный в Арране
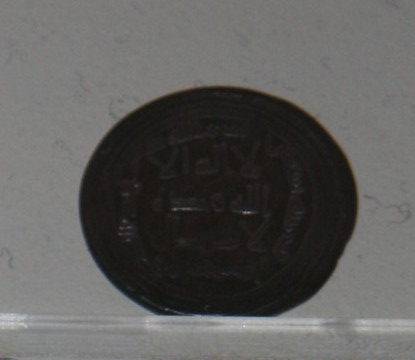
Серебряный дирхам Омейядов, отчеканенный в Азербайджане
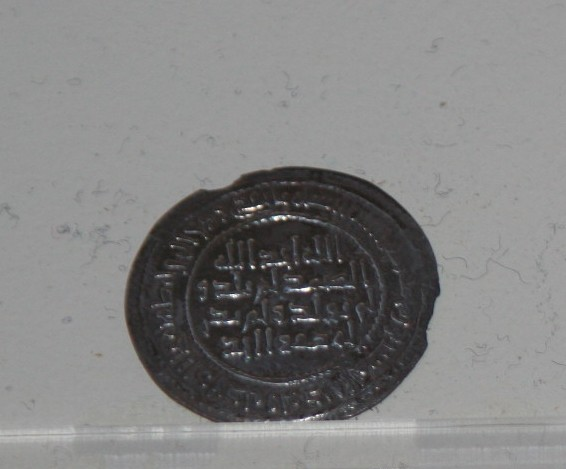
Серебряный дирхам Омейядов, отчеканенный в Дамаске
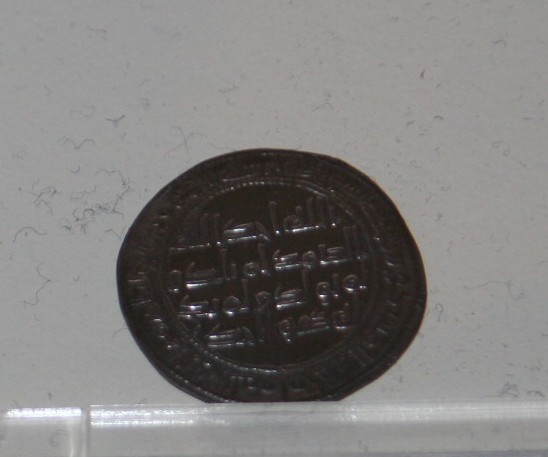
Серебряный дирхам Омейядов, отчеканенный в Мерве

Монеты Аббасидов, выставленные в экспозиции Музея истории Азербайджана
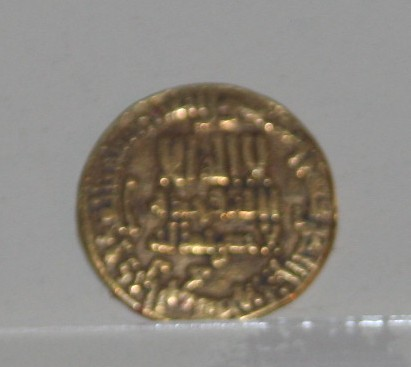
Золотой динар халифа аль-Муктафи
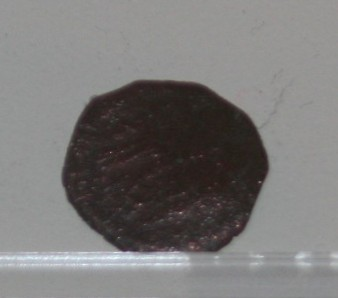
Серебряный дирхам Аббасидов, отчеканенный в Барде
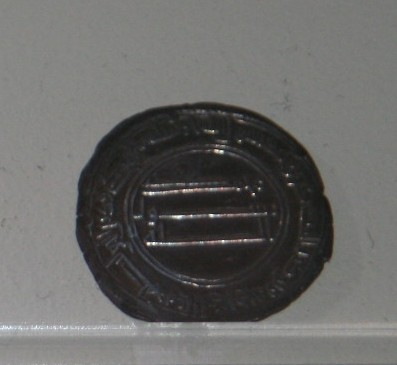
Серебряный дирхам Аббасидов, отчеканенный в Арминийи
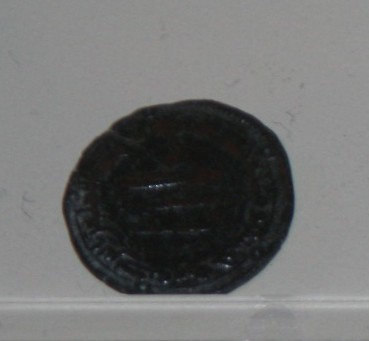
Медный фелс Аббасидов, отчеканенный в ал-Йазидиййе